# Homophylotis aenea
Homophylotis aenea är en fjärilsart som beskrevs av Jordan 1926. Homophylotis aenea ingår i släktet Homophylotis och familjen bastardsvärmare. Inga underarter finns listade i Catalogue of Life.